# Ulleres nasals

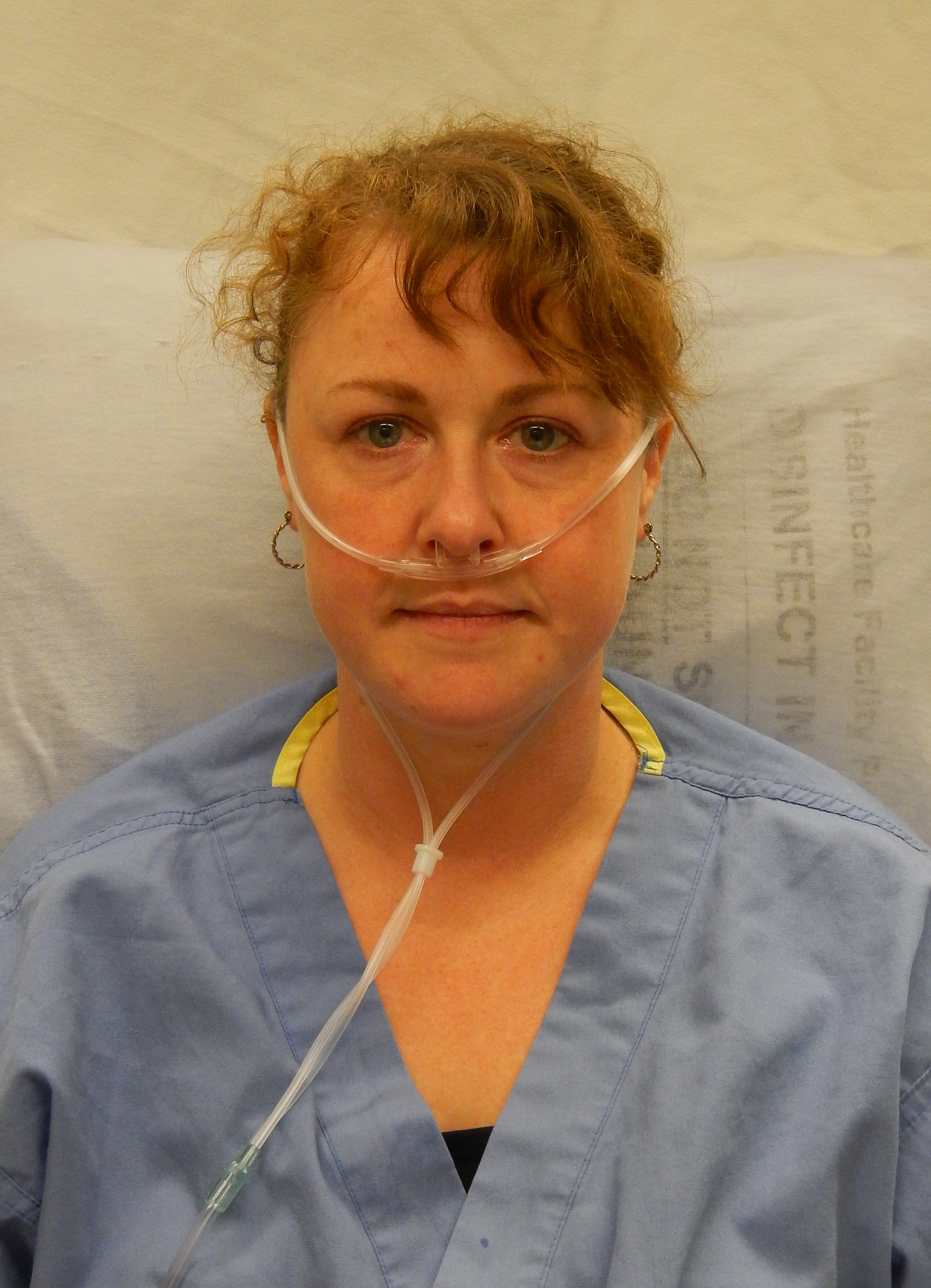
Dona amb unes ulleres nasals

Les ulleres nasals és un dispositiu utilitzat per a proporcionar un oxigen suplementari o un flux d'aire augmentat a un pacient o persona que necessita ajuda respiratòria. Aquest dispositiu consisteix en un tub lleuger que en un extrem es divideix en dues pinces que es col·loquen a les narius i de les quals brolla una barreja d'aire i oxigen. L'altre extrem del tub està connectat a un subministrament d'oxigen com un generador d'oxigen portàtil o a una connexió d'oxigen de la paret de l'hospital, que disposen de reguladors. Les ulleres generalment es mantenen en la seva posició col·locant una part del tub al voltant de les orelles. En la forma més utilitzada d'ulleres nasal per adults s'administren d'1-3 litres d'oxigen per minut.
Les ulleres amb pinces més petites destinades a ús infantil o neonatal poden aportar menys d'un litre per minut. Es poden subministrar cabals de fins a 60 litres d'aire/oxigen per minut a través d'unes ulleres nasals de forats més amples.
Les ulleres nasals va ser inventades per Wilfred Jones i patentada el 1949 per l'empresa on treballava.